# A sangue freddo (singolo)
A sangue freddo è il primo singolo estratto dal secondo ed omonimo album del gruppo alternative rock italiano Il Teatro degli Orrori.
Il brano è dedicato al poeta ed attivista nigeriano Ken Saro-Wiwa, condannato a morte nel 1995.

## Video
Il videoclip, diretto da Jacopo Rondinelli, viene diffuso sul canale YouTube ufficiale de La Tempesta Dischi, etichetta del gruppo, il 28 ottobre 2009.